# Astro (álbum)
Astro (estilizado em letras maiúsculas) é o segundo álbum de estúdio do DJ e cantor brasileiro Pedro Sampaio, lançado em 4 de setembro de 2024, através da gravadora Warner Music Brasil. O álbum é majoritariamente um disco de funk carioca com elementos de música pop, contendo também algumas faixas de outros gêneros musicais, além de parcerias com artistas como Marina Sena, J Balvin, Take A Daytrip, DJ Topo, Carolzinha e mais. PocPoc e Escada do Prédio, com Marina Sena, são as principais músicas mais ouvidas de seu álbum.

## Singles
"PocPoc" foi lançado em 23 de novembro de 2023, como primeiro single do álbum. "Cavalinho", com Gasparzinho e MC Meno K, foi lançado como segundo single em 25 de janeiro de 2024. "Pedrin" foi lançado como o terceiro single em 8 de agosto de 2024. "Prece", com MC Thiago, foi lançado como quarto single em 1 de setembro de 2024. "Fama", com Luísa Sonza, foi lançado como quinto single em 4 de setembro de 2024. "Escada do Prédio", com Marina Sena, foi lançada como sexto single do álbum em 25 de setembro de 2024.
A faixa "Escada do Prédio", com a participação da cantora Marina Sena, se tornou single após a repercussão do verso da cantora nas plataformas de vídeo como TikTok, atingindo o número #2 das #50 músicas mais usadas na plataforma, o Instagram, o Kwai, e no YouTube, onde chegou no top #10 dos #100 principais vídeos de música da plataforma. Também foi sucesso nas plataformas de áudio, atingindo o top #6 das principais #50 músicas ouvidas no Spotify Brasil e top #5 em Portugal. Nos charts virais atingiu #3 no Brasil, #9 em Portugal, #28 no Global, #18 na Irlanda, #36 no Uruguay, e sucesso também em charts do país, estreando na posição #54 e chegando em #7 no top Billboard Hot 100 Brasil, em #7 da Brazil Songs e em #9 na Portugal Songs.  A colaboração também foi eleita a terceira melhor música pop brasileira de 2024 pela plataforma de streaming Apple Music.

## Lista de faixas
| Astro — Edição padrão |                                            |                |                |         |  |
| N.º                   | Título                                     | Compositor(es) | Produtor(es)   | Duração |  |
| 1.                    | "Fama" (com Luísa Sonza)                   |                |                | 2:05    |  |
| 2.                    | "Quina da Cama"                            |                |                | 2:30    |  |
| 3.                    | "Doida"                                    |                |                | 1:46    |  |
| 4.                    | "Melancia"                                 |                |                | 2:38    |  |
| 5.                    | "PocPoc"                                   |                |                | 2:07    |  |
| 6.                    | "Escada do Prédio" (com Marina Sena)       |                |                | 2:17    |  |
| 7.                    | "Bota um Funk" (com Anitta e MC GW)        |                |                | 1:45    |  |
| 8.                    | "Cavalinho" (com Gasparzinho e MC Meno K)  |                |                | 2:18    |  |
| 9.                    | "Lambuza"                                  |                |                | 2:28    |  |
| 10.                   | "Pedrin" (com DJ Topo)                     |                |                | 2:07    |  |
| 11.                   | "Perversa" (com J Balvin e Take a Daytrip) |                |                | 2:12    |  |
| 12.                   | "Tiro Sua Calcinha"                        |                |                | 2:03    |  |
| 13.                   | "Fetiche" (com Carolzinha)                 |                |                | 2:47    |  |
| 14.                   | "Prece" (com MC Thiago)                    |                |                | 2:42    |  |
| 15.                   | "Minha Vida"                               |                |                | 1:19    |  |
| Duração total:        | Duração total:                             | Duração total: | Duração total: | 33:11   |  |

## Desempenho comercial
| País — Parada musical (2024) | Maior posição |
| ---------------------------- | ------------- |
| Portugal (AFP)               | 18            |

## Histórico de lançamento
| Região | Data                  | Formato(s)                 | Gravadora(s)        | Ref.  |
| ------ | --------------------- | -------------------------- | ------------------- | ----- |
| Várias | 4 de setembro de 2024 | Download digital streaming | Warner Music Brasil | [ 8 ] |